# Mark VI
De Mark VI is een zware Britse tank uit de Eerste Wereldoorlog.

## Achtergronden
Na plannen gemaakt te hebben voor de doorontwikkeling van de Mark I tot de Mark IV, richtte het Tank Supply Committee haar aandacht op de wat verdere toekomst. In december 1916 werd besloten tot de ontwikkeling van twee prototypes: de Mark V die nog gebaseerd moest zijn op de Mark IV en een tank die zich zozeer losgemaakt zou hebben van de Mark I dat men kon spreken van een heel nieuw ontwerp - hoewel de verwantschap nog zichtbaar zou blijven. Dit was de Mark VI. Op 13 juli 1917 had de ontwerpafdeling van Metropolitan een houten model op ware grootte klaar, samen met een van de Mark V. Déze Mark V zou echter door vertragingen in heel het ontwerpproces van de Mark IV niet in productie gaan; wat men later onder die naam zou bouwen was een ander, minder geavanceerd model. Ook de Mark VI zou nooit geproduceerd worden, maar juist doordat hij in de planning door een meer ontwikkeld model werd vervangen.

## Beschrijving
Van de Mark VI zijn geen ontwerptekeningen bewaard gebleven die het hele voertuig tonen. De foto's van het houten model laten een tank zien die nog steeds een loopwerk heeft met omlopende rupsbanden, maar die steken niet meer zo omhoog: de voorkant is meer afgerond. Van de geschutskamers aan de zijkanten, de barbettes, resteren alleen nog de zijdeuren die iets uitsteken en van een machinegeweer in cilindermantel voorzien zijn. De hoofdbewapening, een 57 mm kanon, zit voor in de romp. De chauffeur is naar achteren geschoven; zijn bestuurscabine is samengesmolten met een hoge gevechtskazemat midden op de romp. Deze heeft de vorm van een vierkant waarbij in ieder van de afgeschuinde hoeken een machinegeweer zit.
Om plaats te maken voor een meer centrale gevechtsruimte is de 150 pk Ricardo motor naar één zijde verhuisd; beide epicyclische versnellingsbakken bevinden zich daar ook, zodat de zware aandrijfstang van één ervan de hele romp moet oversteken om de tot 75 cm verbrede rupsband aan de andere zijde te kunnen aandrijven.

## Afloop
Op 6 april 1917 verklaarden de Verenigde Staten van Amerika Duitsland de oorlog. Hoewel ze maar een piepklein beroepslegertje hadden, waren de Amerikanen vastbesloten een zelfstandige bijdrage te leveren aan de overwinning. De dienstplicht werd dus ingevoerd en grootse plannen opgesteld voor het uitbreiden van het leger. In september 1917 nam het Amerikaanse hoofdkwartier in Frankrijk het besluit tot de oprichting van een Tankkorps met een sterkte van 25 bataljons, vijf daarvan zwaar. Majoor James A. Drain bestelde hiervoor 600 exemplaren van de Mark VI.
Ondertussen had zich een ontwikkeling voorgedaan die parallel liep aan die in Engeland in 1915: omdat er veel meer marineofficieren dan landmachtofficieren waren, en de eersten niet genoeg te doen hadden, was de marine begonnen met het creëren van een sterk marinierskorps en ook dat had zijn oog laten vallen op het nieuwe wapen. Ze hadden een delegatie naar Dollis Hill, het nieuwe Britse tankonderzoekscentrum, gezonden die in juni al kennisgemaakt had met het allernieuwste Britse project: de Mark VIII. Omdat hij al mogelijke conflicten voorzag, liet de Amerikaanse militaire attaché in Londen een legerofficier, majoor H.W. Alden, als Amerikaans medewerker bij de Britten detacheren.
Toen Albert Stern, na zijn ontslag als directeur van het Mechanical Warfare Department, als coördinator voor de gezamenlijke geallieerde tankproductie aangesteld was, kreeg hij dus te maken met twee Amerikaanse projecten. In december 1917 hakte hij de knoop door en maakte hij de definitieve keuze voor de Mark VIII, zodat er geen enkele Mark VI geproduceerd zou worden..